# Шпанија на Европском првенству у атлетици у дворани 2015.
Шпанија је учествовала на 33. Европском првенству у дворани 2015 одржаном у Прагу, Чешка, од 5. до 8. марта. Ово је било тридесет треће Европско првенство у атлетици у дворани од његовог оснивања 1970. године на којем је Шпанија учествовала, односно учествовала је на свим такмичењима до данас. Репрезентацију Шпаније представљало је 30 спортиста (21 мушкарац и 9 жена) који су се такмичили у 17 дисциплина (11 мушких и 6 женских).
На овом првенству Шпанија је делила 18 место по броју освојених медаља са 2 освојених медаље (две сребрне). У табели успешности према броју и пласману такмичара који су учествовали у финалним такмичењима (првих 8 такмичара) Шпанија је са 9 учесника у финалу заузела 7. место са 38 бодова.
Поред освојених медаља спортисти Шпаније оборили су један национални и четири лична рекорда и остварили три најбоља личана резултата сезоне.
| Пл. | Земља   | 1. место | 2. место | 3. место | 4. место | 5. место | 6. место | 7. место | 8. место | Бр. фин. Бод. |
| --- | ------- | -------- | -------- | -------- | -------- | -------- | -------- | -------- | -------- | ------------- |
| 7.  | Шпанија | –        | 2 - 14   | –        | 2 - 10   | 2 - 8    | 1 - 3    | 1 - 2    | 1 - 1    | 9 - 38        |

## Учесници
| Мушкарци: - Анхел Давид Родригез — 60 м - Самуел Гарсија — 400 м - Пау Фрадера — 400 м - Давид Паласио — 800 м - Кевин Лопез — 800 м - Луис Алберто Марко — 800 м - Дијего Руиз — 1.500 м - Марк Алкала — 1.500 м - Адел Мечал — 3.000 м - Хесус Еспања — 3.000 м - Карлос Алонсо — 3.000 м - Мигел Анхел Санчо — Скок увис - Didac Salas — Скок мотком - Жан Мари Окуту — Скок удаљ - Пабло Торихос — Троскок - Хорхе Химено — Троскок - Серхио Соланас — Троскок - Борха Вивас — Бацање кугле - Карлос Тобалина — Бацање кугле - Јиосер Толедо — Бацање кугле - Jorge Ureña — Десетобој | Жене: - Индира Тереро — 400 м - Аури Лорена Бокеса — 400 м - Викторија Сауледа — 800 м - Josephine Onyia — 60 м препоне - Каридад Херез — 60 м препоне - Рут Беитија — Скок увис - Рут Ндумбе — Троскок - Патрисија Сарапио — Троскок - Урсула Руиз — Бацање кугле |  |

## Освајачи медаља (2)

### Сребро (2)
| - Пабло Торихос — Троскок | - Индира Тереро — 400 м |

## Резултати

### Мушкарци
| Атлетичар            | Дисциплина   | Лични рекорд | Квалификације  | Квалификације | Полуфинале            | Полуфинале           | Финале                | Финале       | Детаљи |
| Атлетичар            | Дисциплина   | Лични рекорд | Резултат       | Место         | Резултат              | Место                | Резултат              | Место        | Детаљи |
| -------------------- | ------------ | ------------ | -------------- | ------------- | --------------------- | -------------------- | --------------------- | ------------ | ------ |
| Анхел Давид Родригез | 60 м         | 6,55 НР      | 6,65 КВ, ЛРС   | 3. у гр. 2    | 6,91                  | 8. у гр. 3           | Нису се квалификовали | 23 / 36 (37) |        |
| Самуел Гарсија       | 400 м        | 46,80        | 47,26 кв       | 4. у гр. 4    | 47,95                 | 6. у гр. 1           | Нису се квалификовали | 14 / 32 (33) |        |
| Пау Фрадера          | 400 м        | 46,87        | 47,63          | 4. у гр. 2    | Није се квалификовао  | Није се квалификовао | Није се квалификовао  | 21 / 32 (33) |        |
| Давид Паласио        | 800 м        | 1:47,95      | 1:48,33 кв     | 3. у гр. 1    | 1:52,21               | 4. у гр. 3           | Није се квалификовао  | 14 / 40      |        |
| Луис Алберто Марко   | 800 м        | 1:46,96      | 1:50,01        | 3. у гр. 5    | Није се квалификовао  | Није се квалификовао | Није се квалификовао  | 22 / 40      |        |
| Кевин Лопез          | 800 м        | 1:45,69      | 1:49,38 КВ     | 1. у гр. 3    | 1:47,78               | 3. у гр. 2           | Нису се квалификовали | 7 / 40       |        |
| Дијего Руиз          | 1.500 м      | 3:36,42      | 3:41,48        | 4. у гр. 1    |                       |                      | Нису се квалификовали | 10 / 28      |        |
| Marc Alcalá          | 1.500 м      | 3:41,79      | 3:50,46        | 4. у гр. 3    | 25 / 28               |                      | Нису се квалификовали |              |        |
| Адел Мечал           | 3.000 м      | 7:52,29      | 7:46,92 КВ, ЛР | 2. у гр. 2    | 7:49,59               | 6 / 25               |                       |              |        |
| Хесус Еспања         | 3.000 м      | 7:42,70      | 7:51,56 кв     | 2. у гр. 2    | 7:47,12 ЛРС           | 4 / 25               |                       |              |        |
| Карлос Алонсо        | 3.000 м      | 7:52,0р      | 7:52,82        | 5. у гр. 1    | Нису се квалификовали | 13 / 25              |                       |              |        |
| Мигел Анхел Санчо    | Скок увис    | 2,27         | 2,14           | 25.           | Нису се квалификовали | 25 / 25 (26)         |                       |              |        |
| Didac Salas          | Скок мотком  | 5,55         | 5,60 ЛР        | 10.           | Нису се квалификовали | 10 / 25              |                       |              |        |
| Жан Мари Окуту       | Скок удаљ    | 7,96         | 7,86 кв        | 5.            | 7,93                  | 5 / 23 (24)          |                       |              |        |
| Пабло Торихос        | троскок      | 17,03 НР     | 16,51 кв       | 6.            | 17,04 НР              |                      |                       |              |        |
| Хорхе Химено         | троскок      | 16,67        | 16,24          | 9.            | Нису се квалификовали | 9 / 21               |                       |              |        |
| Серхио Соланас       | троскок      | 16,50        | 16,17          | 11.           | Нису се квалификовали | 11 / 21              |                       |              |        |
| Борха Вивас          | Бацање кугле | 20,66        | 20,16 кв       | 7.            | 20,59                 | 4 / 27 (33)          |                       |              |        |
| Карлос Тобалина      | Бацање кугле | 20,02        | 19,18          | 17.           | Нису се квалификовали | 17 / 27 (33)         |                       |              |        |
| Јиосер Толедо        | Бацање кугле | 19,95        | 18,90          | 22.           | Нису се квалификовали | 22 / 27 (33)         |                       |              |        |

#### седмобој
| Дисциплина   | Jorge Ureña | Jorge Ureña | Jorge Ureña | Jorge Ureña | Jorge Ureña | Jorge Ureña |
| Дисциплина   | Лич. рек.   | Рез.        | Бод.        | Плас.       | Укупно      | Плас.       |
| ------------ | ----------- | ----------- | ----------- | ----------- | ----------- | ----------- |
| 60 м         | 6,95        | 6,96        | 897         | 3.          | 897         | 3.          |
| Скок удаљ    | 7,58        | 6,88        | 785         | 12.         | 1.682       | 10.         |
| Бацање кугле | 13,89       | 13,46       | 695         | 12.         | 2.377       | 12.         |
| Скок увис    | 1,97        | 2,04 ЛР     | 840         | 2.          | 3.217       | 10.         |
| 60 препоне   | 7,91        | 7,81 ЛР     | 1.030       | 2.          | 4.247       | 7.          |
| Скок мотком  | 4,70        | 4,80 ЛР     | 849         | 10.         | 5.096       | 8.          |
| 1.000 м      | 2:40,06     | 2:42,61     | 845         | 4.          | 5.941       | 7.          |
| Укупно       | 6.051       | -           |             |             | 5.941       | 7 / 12 (15) |

### Жене
| Атлетичарка        | Дисциплина   | Лични рекорд | Квалификације | Квалификације | Полуфинале            | Полуфинале            | Финале                | Финале       | Детаљи |
| Атлетичарка        | Дисциплина   | Лични рекорд | Резултат      | Место         | Резултат              | Место                 | Резултат              | Место        | Детаљи |
| ------------------ | ------------ | ------------ | ------------- | ------------- | --------------------- | --------------------- | --------------------- | ------------ | ------ |
| Индира Тереро      | 400 м        | 52,02        | 53,19 КВ      | 2. у гр. 4    | 53,16 КВ              | 3. у гр. 1            | 52,63 ЛРС             |              |        |
| Аури Лорена Бокеса | 400 м        | 52,86        | 53,80         | 3. у гр. 2    | Нису се квалификовале | Нису се квалификовале | Нису се квалификовале | 16 / 28      |        |
| Викторија Сауледа  | 800 м        | 2:03,40      | 2:05,63       | 5. у гр. 3    | Нису се квалификовале | Нису се квалификовале | Нису се квалификовале | 17 / 20      |        |
| Josephine Onyia    | 60 м препоне | 7,84         | 8,04 КВ       | 2. у гр. 4    | 8,04                  | 4. у гр. 2            | Није се квалификовала | 10 / 25 (26) |        |
| Каридад Херез      | 60 м препоне | 8,15         | 8,20          | 7. у гр. 2    | Није се квалификовала | Није се квалификовала | Није се квалификовала | 20 / 25 (26) |        |
| Рут Беитија        | Скок увис    | 2.01 НР      | 1,94 КВ       | 2.            |                       |                       | 1,94                  | 5 / 22       |        |
| Рут Ндумбе         | Троскок      | 13,85        | 13,80         | 12.           | Нису се квалификовале | 12 / 22 (23)          |                       |              |        |
| Патрисија Сарапио  | Троскок      | 14,07        | 13,47         | 18.           | Нису се квалификовале | 18 / 22 (23)          |                       |              |        |
| Урсула Руиз        | Бацање кугле | 17,68        | 17,44 кв      | 5.            | 16,07                 | 8 / 14 (15)           |                       |              |        |